# Pop Song 89
«Pop Song 89» es el tercer sencillo lanzado por R.E.M. de su sexto álbum de estudio Green.
Obtuvo el puesto #86 en las listas de Estados Unidos.

## Video musical
El video fue dirigido por Michael Stipe, cantante de la banda. Muestra a Stipe y tres bailarinas mujeres. Los cuatro aparecen en topless, bailando al ritmo de la canción. Cuando MTV le propuso a Stipe colocar barras de censura sobre los pechos de las mujeres, él repondió colocándolas sobre los pechos de las cuatro personas, incluyendo a él mismo, alegando que "un pezón es un pezón". El video sin censura está disponible, con restricciones por edad, en el canal de Youtube de la banda.

## Canciones del sencillo
Todas las canciones fueron escritas por Bill Berry, Peter Buck, Mike Mills y Michael Stipe.
1. "Pop Song 89" – 3:03
2. "Pop Song 89" (acústico) – 2:58